# はるか悠
はるか 悠 (はるか ゆう、1986年8月15日- ) は、日本のAV女優。ファイブプロモーション所属。

## 略歴
趣味は映画鑑賞・ヨガ。特技は体が柔らかい。
2007年にAVデビュー。2009年12月に新宿ニューアートでストリップデビュー。

## 作品

### アダルトビデオ
※撮りおろし作品(大人数出演のオムニバス作品を除く)のみ
2007年
- ボクの新妻は巨乳で裸エプロンでメガネっ娘。#26（3月16日、ゴーゴーズ）
- ザ・カメラテスト えっ!?待って下さい イヤです!（5月11日、アテナ映像）他出演:中里めぐみ、国仲みさと、工藤なつき、山本凛
- ロ●ータ美少女限定 中出し援交サークル 超過激大乱交SP（6月7日、SODクリエイト）他出演:落合ゆき、辻あずき、小鹿ルル
- 快楽レズエステ 4（6月7日、アキノリ）他出演:小泉ウサギ、下北やよい、安堂結衣、絢音マリカ
- 巨乳女狩り 29（6月15日、クリスタル映像）他出演:春さくら、平嶋恵理、浜咲亜弥花、冴木るな
- いやらしい若妻 2（7月13日、ビッグモーカル）他出演:奥田志乃
- 私たちが7人の競泳水着レディーです。（7月19日 LADY×LADY）他出演:日高ゆりあ、星沢マリ 他
- ガチハメ!（8月7日、桃太郎映像出版）
- ビキニマニア 第3号（8月13日、ミル）
- 未成年犯罪撲滅運動（8月16日、SODクリエイト）他出演:椎名りく、宮澤ゆうな
- G-cup巨乳お姉さんに痴女られたい!（8月24日、おかず。（ケイ・エム・プロデュース））他出演:早坂めぐ、佐伯奈々、辻さき
- G-cup以上限定 巨乳モミまくり 撮りおろし4時間（8月24日、おかず。（ケイ・エム・プロデュース））他出演:早坂めぐ、佐伯奈々、辻さき、松坂樹梨、青山遥、真咲奈々、雪野ひかる、松島やや
- コイビトシャシン 01（8月25日、大洋図書）他出演:麻生なな
- おはズボッ!太陽の下、心もワレメも解放だぁ!（9月11日、アテナ映像）他出演:高原このみ、藤原麗華、間宮久美子、伊吹りこ、白百合姫
- Tokyo Outflow Girls.（9月20日、大洋図書）他出演:堀北ゆう
- 幼い妹3人にエッチにせまられオモチャにされてみない?2（10月1日、エッジ）他出演:卯月杏、高嶺みりあ
- 素人インタビュー番組を装ってノリで答えた内容を本当にヤらせる（10月7日、カッコイイ!）共演:安西ミク、伊吹りこ、観月あきな、梢らん、青木真琴、小春
- はるか （10月13日、無垢）
- 狙われた人妻 第3章 無理やり犯される5人の人妻たち（10月13日、隼エージェンシー）他出演:水野美香、青山亜里沙、藤咲飛鳥、堀口奈津美
- みるスポ! はるか悠（10月19日、みるきぃぷりん♪）
- 犯られた人妻たち 10 中出しされる4人の人妻（10月19日、Nadeshiko（なでしこ））他出演:姫川りな、村上理沙、藤咲飛鳥
- 素人ブルセラビデオ撮影会 006 はるか悠 93cmGカップ（11月10日、プレステージ）
- G・G・H・Hcup☆巨乳乱交（11月25日、kira☆kira）他出演:羽野理沙、Maron、辻さき
- JUNK CITY 陵辱ギャルハンター（11月29日、イエローボックス）
- 爆乳Gメン（12月13日、MOODYZ）他出演:香坂杏奈、相沢桃、@YOU、ゆかり、芽衣奈、辻さき
- 極乳 5人の極上巨乳たち（12月19日、BRAVO）他出演:冴木るな、澄川ロア、絢音ミミ、我那覇レイ
- 触手アクメ（12月20日、SODクリエイト）他出演:柳田やよい、春海りく
- 人生は曇り時々48手 隣の人妻とする菊一文字 連れ子の娘とする乱れ牡丹 慰安旅行で輪しの横臥位（12月25日、FAプロ）他出演:三咲エリナ、愛川咲樹、今井ゆり

2008年
- 爆乳バスターズ（1月1日、アイデアポケット）他出演:真田春香、佐藤百合
- エロスの宇宙（1月1日、MOODYZ）他出演:竹内あい、峰なゆか、青山菜々、@YOU、妃乃ひかり、風間ゆみ
- ザ・筆おろし 41（1月11日、クリスタル映像）他出演:森雫、近藤優希、伊藤もえ、菅野麻弥、日向小春
- BIGBUST はるか悠 93cm Gcup（1月13日、MOODYZ）
- 濡れたJK（1月25日、しのだプロジェクト）他出演:竹下あや、中村さら、吉川萌、森雫、霧島さつき
- 若妻の肌ざわり（1月31日、光夜蝶）
- オトコのスケベな妄想シリーズ VOL.11 Hな催眠術を手に入れた!!（2月7日、SODクリエイト）他出演:姫野りむ、詩音、下北やよい、村瀬優花、風谷音緒
- あ～いくぅ この世で一番気持ちがいい瞬間 少女・淑女・熟女（2月10日、FAプロ）他出演:緒方瑠美、三咲エリナ、北原夏美、今井ゆり、森雫
- ヘンリー塚本の世界 女たちの人生いろいろ 色もよう（2月10日、FAプロ）他出演:浅井舞香、大越はるか、三咲エリナ、友田真希、日高ゆりあ
- 巨乳ローションまみれ 痴漢中出し（2月22日、メディアステーション）他出演:蜜井とわ、橘ひな、七海ロコ
- トモダチのカノジョは巨乳でしかも押しに弱いと来たモンだ!（2月23日、クリスタル映像）
- 放課後ガールズラブ 濡れたふたり（2月25日、しのだプロジェクト）他出演:竹下あや、中村さら、吉川萌、森雫、霧島さつき
- ローションマフィア（2月28日、ゴリラプロジェクト）他出演:浜崎りお、澄川ロア、松橋ルカ、麻生岬、安奈久美、高瀬七海
- 全裸系巨乳水泳部チチショー（3月7日、プレミアム）他出演:浜崎りお、我那覇レイ、小春、稲森ケイト、佐伯奈々
- 悠がおなるの手伝だって（3月19日、アロマ企画）
- 女子高生監禁凌辱 鬼畜輪姦 80 巨乳少女の涙（4月7日、アタッカーズ）
- 巨乳やりすぎ介護福祉士 02（4月25日、ゴーゴーズ）
- 性的浴場 貸切ソープランド3（5月8日、アキノリ）共演:姫野りむ、芽衣奈、工藤れいか、佐伯奈々
- 巨乳透け乳首濡れ濡れFUCK（5月12日、メディアステーション）他出演:橘ひな、小坂めぐる、坂本愛美
- 孫娘 5（5月15日 スターパラダイス）他出演:来栖ミカ、瀬咲ひとみ
- 県立花百合学園 相撲部 女子校生に救われた!!（5月22日、SODクリエイト）
- 人妻レイプ4時間 3 犯られまくる9人の人妻たち（5月23日、Nadeshiko）他出演:稲森ケイト、水沢ありす、野沢友花、長谷川あゆみ、川瀬さやか、村上里沙、姫川りな
- パイズリは狭射だよな!（6月1日、ワンズファクトリー）他出演:浅田ちち、浜崎りお、風間ゆみ、北原夏美、小坂めぐる、白鳥美鈴、間宮志乃、大西ちか、蜜井とわ
- 人妻萌えレオタード（6月13日、マルクス兄弟）
- 全裸巨大少女（6月19日、SODクリエイト）
- 性的レズ浴場（6月19日、アキノリ）共演:姫野りむ、芽衣奈、工藤れいか、佐伯奈々
- kira☆kira HIGH SCHOOL GALS Vol.4（6月19日、kira☆kira）他出演:MARINA、桜亜美利、瞳れん、一ノ瀬あきら、長谷川なあみ
- 狂乱アクメ 執行番号31（6月21日、プレステージ）
- エッチなカラダの巨乳三姉妹（7月4日、V&Rプロダクツ）共演:佐藤友里、大塚咲
- 麗しのGカップ極乳美女（7月13日、MOODYZ）他出演:辻さき、香坂杏奈、相沢桃、@YOU、芽衣奈、ゆかり
- 極上手コキ Vol.4（7月19日 BRAVO）他出演:ほしのまき、麗花、辻本りょう、竹下あや、長谷川まり、綾瀬みゅう、七海りお、黒澤エレナ 他
- 東京ボイン爆乳メガネ中出しMIX 2（8月7日 グローリークエスト）他出演:葉月奈穂、秋川りお、本田ゆかり
- フェラマニア Vol.4（8月19日、ミスター・インパクト）他出演:小日向しおり、神楽ゆい、赤西涼、浅田ちち、国見奈々、愛乃みく、橘ひな、星優乃、早乙女美奈子
- お母さんのマ○コに腕を突っ込んだら、「イク～イク～」っておしっこが出たよ♪（8月21日、SODクリエイト）共演:紅りんご、小森もも
- 団地妻 愛欲に濡れ続ける3時間（9月12日、ビッグモーカル）他出演:堀口奈津美、水野優、天海ゆり、松浦ユキ、藤咲飛鳥
- 中出し了解（9月20日、プレステージ）
- CANDY 3 HIPS Vol.2（9月22日、TOYO CINEMA CLUB）他出演:西木美羽、星川麻美
- Freedom School Girls 巨乳女子校生達にアナルを犯された男達（10月5日 FREEDOM）共演:大塚咲、芽衣奈、鈴鳴あんり
- Freedom School Girls 巨乳女子校生達に脚でイジメられた（10月5日 FREEDOM）共演:大塚咲、芽衣奈、鈴鳴あんり
- Freedom School Girls 巨乳女子校生達のムッチリ桃尻男イジメ（10月5日 FREEDOM）共演:大塚咲、芽衣奈、鈴鳴あんり
- 美少女の足裏 8（10月5日 FREEDOM）他出演:あすかりの、七海、青山亜里沙、芽衣奈、白井ひとみ、飯島くらら、梅原あんな、新堀ゆい、門田まつり
- 中出し破壊Wレイプ 黒人巨大マラVS巨乳母娘（10月8日 グローバルメディアエンタテインメント）共演:望月加奈
- 巨乳乱交中出しソープ（10月19日、クロス）共演:宮崎あい、芽衣奈、香月藍
- アスリートの汗（10月25日 しのだプロジェクト）他出演:森雫、芹澤かなえ、瀬名ミリヤ、純花しおん、手嶋真奈美
- 競泳水着LOVERS epi・01-02（11月1日、プレステージ）他出演:山口絵里香
- 禁断の撮影会（11月7日、アウダースジャパン）共演:赤西涼、美花ぬりぇ、大塚咲
- DOKIレズ 28（11月7日、アウダースジャパン）共演:赤西涼、美花ぬりぇ、大塚咲
- 巨乳・爆乳 全身マッサージ VOL.2（11月7日、映天）他出演:青葉優希、京本ゆい、佐野るる、中森玲子、山咲奈々美、桜沢いすず、西本はるみ、妃乃ひかり
- ご主人様、手コキとフェラはどちらがお好きですか?（11月8日、ラハイナ東海）他出演:茅ヶ崎ありす、七海
- 中出しお義母さんが教えてあげる 禁断の柔壷を味わう3時間（11月14日、ビッグモーカル）他出演:村上涼子、松浦ユキ、天海ゆり、艶堂しほり、竹田千恵
- 万引き少女いいなりレイプ 3（11月22日、I.B.WORKS）他出演:宮崎あい、乙川ミキ ※AVグランプリ2009 エントリー作品
- 鬼畜調教 新人OL浣腸レイプ（11月22日、CORE）他出演:三村佳奈、一ノ瀬カレン ※AVグランプリ2009 エントリー作品
- 電マ悪魔祓い儀式（11月22日、ZONE）他出演:真島みゆき、穂波さやか ※AVグランプリ2009 エントリー作品

2009年
- 失禁三昧（1月1日、AVS）
- 競泳水着ハメコレ。04（1月1日、プレステージ）
- フェラチオで連続発射しちゃった僕。2（1月16日、映天）他出演:赤西涼、飯島くらら、根本あきこ、天音しずく
- 水中でおっぱい揉みまくり!!（1月16日、映天）他出演:天野真由梨、南瑠璃華、霧島さつき
- うねるバイブぶっ刺し腰クネオナニー（1月16日、映天）他出演:天野真由梨、南瑠璃華、霧島さつき
- すけすけ透視メガネ パート 3（1月22日、ROCKET）共演:水森あおい、井上まさみ、風谷音緒、黒木真理亜
- 愛欲指オナニー（1月25日、竜宮城）他出演:姫宮ラム、七瀬かすみ、若槻尚美、多々野晶稀、藤宮櫻花、麻生亜衣
- 野外暴行（2月6日、OFFICE K'S）他出演:天野真由梨、詩音、霧島さつき、南瑠璃華
- 止めちゃイヤ!抜いちゃイヤ!!（2月19日、乱丸）
- 拷問マゾ玩具 連続イカせ調教5（3月1日、CORE）
- 鮫肌パンストフェチ男と桃尻制服女（3月5日、グローリークエスト）他出演:南まりん、吉沢みなみ、流ダイヤ
- 実録検証 フェラチオナースは本当に実在した!（3月6日、映天）他出演:赤西涼、あすかみみ、辻さき
- 脚を伸ばしてオナニーする女達（3月6日、OFFICE K'S）他出演:赤西涼、長谷川ちか、斉藤もみじ、あすかみみ、東野愛鈴、桃咲まなみ
- 手を使わないフェラチオ（3月6日、OFFICE K'S）他出演:スザンナ、上原ひな、長谷川ちか、赤西涼、小日向ひな、桃咲まなみ
- 爆乳アナルファッカー（3月13日、ビッグモーカル）他出演:西木美羽、水元えり
- 裏エロスの宇宙（3月13日、MOODYZ）共演:峰なゆか、青山菜々、妃乃ひかり、@YOU、風間ゆみ、竹内あい
- 張り型チンポ自慰 03（4月1日 ワンズファクトリー）他出演:浜崎りお、月野りさ、坂田美影、倖田みらい、松浦らん、七咲楓花、艶堂しほり、真崎寧々、小坂めぐる
- 大量の一発顔射 ザーメンメリーゴーランド（4月4日 アキノリ）他出演:二宮セリナ、芹沢かなえ、芽衣奈、吉澤エリカ、永井優香、天海ゆり 他
- 三穴同時発射（4月7日 桃太郎映像出版）
- 羞恥指令!! 恥ずかしい水着でAV撮影して下さい!（4月13日、MOODYZ） 他出演:茅ヶ崎ありす、eco、亜佐倉みんと、柳田やよい
- Wべろちゅう手コキ（4月17日、OFFICE K'S）他出演:桃咲まなみ、東野愛鈴、赤西涼、小日向ひな、上原ひな、斉藤もみじ、長谷川ちか
- 芸能人 原紗央莉 パーフェクト女優誕生!（4月18日、SODクリエイト）他出演:原紗央莉、天海ゆり、赤西涼、かほ
- 人妻のいけないお仕事 第2章（6月26日 Nadeshiko）他出演:押切あやの
- 転校したら男は僕一人ぼっちだった No7（7月9日 アキノリ）他出演:芽衣奈、西村アキホ、浅岡沙希、村瀬優花、山戸優、江藤秋奈、羽村智奈
- 街角素人カップルの恥じらい 彼氏のチ○ポはど～れだ!? 7（9月5日、アイエナジー）

2011年
- 爆裂巨乳ギャルレズキャットファイトカーニバル!!vol.2（5月7日、GARCON）

### オリジナルビデオ
- 巨乳痴漢 （秘） 劇場 淫らな柔乳いじり（2008年8月8日、竹書房）共演:桐島ひかり、南芽衣奈
- 猛毒Y談 人喰い秘宝館（2012年1月6日、アルバトロス） - 沙織 役

### テレビ出演
- I Love ぷるる～ん娘（MONDO21）
- 探せ！ぼくらのぷるる～ん娘（MONDO21）

### 撮影会
Pinkys〔ピンキーズ〕 2008年8月16日 共演:あすかみみ